# نيلز كريستنسن (مجدف)
نيلز كريستنسن (بالدنماركية: Niels Kristensen)‏ هو مجدف دنماركي، ولد في 12 ديسمبر 1920 في Brande Municipality ‏ في الدنمارك.

## وصلات خارجية
- نيلز كريستنسن على موقع الاتحاد الدولي للتجديف (الإنجليزية)
- نيلز كريستنسن على موقع اللجنة الأولمبية الدولية (الإنجليزية)
- نيلز كريستنسن على موقع أوليمبيديا (الإنجليزية)